# Teatr alternatywny w Izraelu

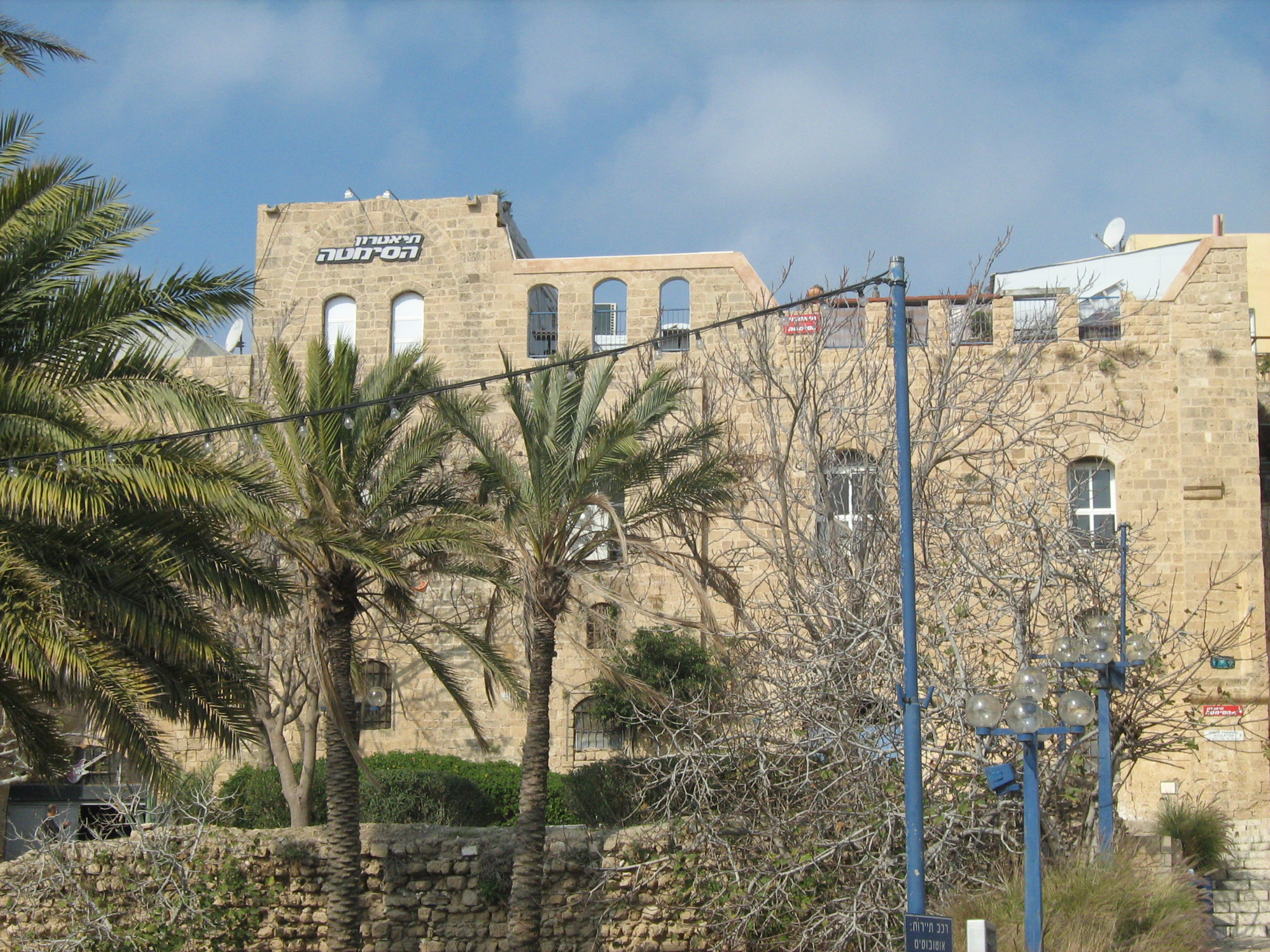
Siedziba Teatru Hasimta w Jaffie

Teatr alternatywny w Izraelu – pojęcie obejmujące szeroką grupę zjawisk z nurtu teatru offowego w Izraelu.
Obok teatrów repertuarowych, wystawiających zwykle klasykę światową i rodzimą dramaturgię, oraz projektów komercjalnych, nastawionych przede wszystkim na duże zyski (np. produkcje musicalowe), istnieje w Izraelu szereg zespołów teatralnych o charakterze kontestatorskim, które można nazwać zespołami z nurtu off. Są to grupy funkcjonujące często bez stałej sceny, tworzone zarówno przez obywateli o pochodzeniu żydowskim, jak i arabskim.
Od 1980 w Izraelu odbywa się jeden z najsłynniejszych na świecie festiwali teatru alternatywnego – Festiwal w Akce. W 2003 siedem teatrów offowych z Tel Awiwu zapoczątkowało konkurencyjny Festiwal Fringe.
Mimo że istotą teatrów alternatywnych jest działanie niezależne od wszelkich instytucji, zwłaszcza państwowych, to jednak część izraelskich teatrów offowych korzysta z patronatu Ministerstwa Oświaty i funduszy publicznych. Także Festiwal w Akce w 2000 przeszedł pod zarząd miasta.

## Wybrani przedstawiciele
- Teatr Hasimta (hebr. תיאטרון הסמטה, Jafa) – uważany za jednego z pionierów teatru alternatywnego w Izraelu. Jego twórcom przyświecał cel stworzenia centrum zrzeszającego artystów pragnących tworzyć niezależnie od państwowego systemu finansowania. Siedziba teatru wykorzystywana jest nie tylko jako scena teatralna, ale także jako przestrzeń wystawowa i estrada dla muzyków jazzowych.
- Teatr Tmuna (תיאטרון תמונע, Tel Awiw) – centrum artystyczne powstałe w 1987 z inicjatywy Navy Cukerman, początkowo funkcjonujące jedynie jako scena dla alternatywnej grupy teatralnej założonej przez Cukerman w 1981. Od 1999 Teatr Tmu-na zaczęto przekształcać we wszechstronne centrum kulturalne, w którym obecnie w kilku salach odbywa się blisko 1000 widowisk teatralnych, tanecznych i muzycznych oraz wydarzeń literackich rocznie.
- Teatr Fringe (תיאטרון הפרינג', Tel Awiw) – stowarzysza młodych izraelskich artystów, określających swoją twórczość jako teatr obrzeży. Teatr działa pod patronatem miasta Tel Awiw.
- Teatr Clipa (תיאטרון קליפה, Tel Awiw) – założony w 1995 przez izraelską performerkę i reżyserkę, Idit Herman, oraz rosyjskiego aktora i muzyka, Dmitrija Tyulpanova. Spektakle Teatru Clipa, niemal pozbawione słów (a często – także fabuły, zastąpionej obecnością jedynie motywu przewodniego), wykorzystują proste środki do wywołania wrażeń artystycznych. Od 2007 Teatr organizuje festiwal sztuki performance i teatru wizualnego Clipa Aduma (dosł. "czerwona skórka", "czerwona skorupa").
- Teatr Karov (תיאטרון קרוב, Tel Awiw) – założony w 2001 przez Niko Nitai'a, wcześniej związanego przez 20 lat z Teatrem Hasimta. Teatr Karov wystawia zarówno klasykę, jak i sztuki współczesne, które jednak łączy wspólny klucz: problemy społeczne oraz relacja między jednostką a grupą[2].
- The Room Theatre (תיאטרון החדר, Tel Awiw) – teatr-laboratorium założony w 1985 przez aktora, reżysera i krytyka teatralnego, Amira Oriana, prowadzący pracę według autorskiej metody "otwartego kręgu", mającej na celu poszerzenie skali artystycznej percepcji i reakcji[3]. Pierwszy spektakl Teatru, Kolacja, dotyczył relacji między człowiekiem, społeczeństwem a Bogiem. W kolejnych latach teatr Oriana prezentował także jednorazowe widowiska z gatunku performance (np. Mała syrenka i jej lot do nieba w objęciach kiczu na telawiwskiej plaży, 9 września 1986).
- Teatr Arabsko-Hebrajski (התיאטרון הערבי-עברי, Jaffa) – zrzeszenie dwóch teatrów (hebrajskojęzyczny Teatr Lokalny i arabskojęzyczny Al-Saraya) mających w swoim repertuarze tak klasykę, jak i projekty offowe.
- Teatr Maleńki (תיאטרון מלנקי, Tel Awiw) – grupa założona w 1997 przez imigrantów z Kazachstanu i Rosji, absolwentów MChAT-u, GITIS-u, LGITMiK-u, do niedawna bez stałej siedziby, występująca m.in. na scenie Teatru Tmu-na, a obecnie wynajmująca pomieszczenia w budynku Centrum LGBT w Tel Awiwie. Teatr Maleńki inspiruje się koncepcją "teatru ubogiego" Jerzego Grotowskiego i twórczością Petera Brooka. Wystawia sztuki i adaptacje powieści takich autorów, jak Albert Camus, Fiodor Dostojewski, Sławomir Mrożek.